# ستيفان تيرزيتش
ستيفان تيرزيتش مواليد 17 مايو 1994 في أريلييه، جمهورية يوغوسلافيا الاشتراكية الاتحادية، هو لاعب كرة يد صربي يلعب كظهير أيمن. يلعب حاليا مع نادي بنفيكا لكرة اليد ويحمل الرقم 9. مثل منتخب صربيا لكرة اليد.

## الإنجازات
- دوري أبطال أوروبا لكرة اليد: دوري أبطال أوروبا لكرة اليد 2012–13[2]
- الدوري المقدوني لكرة اليد: 2014–15
- دوري الجنوب الشرقي لكرة اليد: 2013–14

## روابط خارجية
- ستيفان تيرزيتش على موقع الاتحاد الأوروبي لكرة اليد (الإنجليزية)